# 広沢虎造 (2代目)
二代目 広沢 虎造（ひろさわ とらぞう、1899年〈明治32年〉5月18日 - 1964年〈昭和39年〉12月29日）は昭和時代の浪曲師、俳優。東京府東京市芝区白金（現東京都港区白金）出身。本名は山田 信一、旧姓は金田。

## 来歴

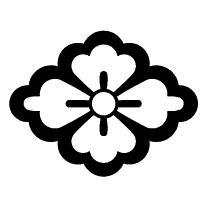
広沢一門の定紋

### 上京まで
少年時代から浪花節を好み、腕自慢の素人として天狗連で15-16歳ごろには「東川春燕」の名で人気を取っていた。共立電気電線（現在のアンリツ）に就職していたが、それを辞める。電気工事の職人として、東京駅の大時計取り付け作業もしたという。地元の初代木村重松や東家小楽燕に弟子入りを志願する。が小音と断られ、どうしてもプロになるべく、冨士月子の手引きで講釈師の旭堂麟生のもとに19歳の時に通ってネタを仕込む。後に「修業（芸を磨くの）は関西で、人気（を上げるの）は東京（関東）で」と（芸界で）よく言われるように当時関西浪曲界の巨頭であった浪曲師2代目広沢虎吉に弟子入りする。初め広沢春円、広沢天勝、後に天華と名乗る。1922年23歳で2代目広沢虎造を襲名。

### 上京
徴兵検査で麻布第三連隊に入営したのを機会に帰京。師匠譲りの関西節から、中京節の鼈甲斎虎丸や関東節の木村重松らの節回しを独自に取り入れた節回し、（後に虎造節と呼ばれるようになる）に節を作り変え、戦前から戦後にかけて一世を風靡した。持ちネタは国定忠治、雷電爲右エ門、祐天吉松、寛永三馬術など多岐に渡り、中でも人気を博したのが、講談師・3代目神田伯山の十八番を、追い掛け回して習得した『清水次郎長伝』であった。虎造本人が途中から伯山に弟子入りしたと言い分を変えているが、これは誤りで弟子の神田ろ山から習った。とりわけ森の石松を題材にし、特に「呑みねえ食いねえ」「馬鹿は死ななきゃなおらない」の「森の石松三十石船道中」が知られ大ヒットしたフレーズは、ラジオ放送の普及も相まって、戦前戦後を通じて国民的な流行語となった。虎造自身の声は小音で、マイクが無い時代に大きな会場だと後ろから「聞こえん!もっと大きな声を出せ!」とヤジが飛ぶほどであったが、ラジオやレコードの登場に助けられたのである。

### 虎造ブーム
1926年（大正15年）5月30日ラジオ初放送。演目は「次郎長と勝蔵」。虎造を一躍有名にしたのは、既に次郎長伝を皮切りにラジオに出演し、売り出し中のこの時期に、自身も巻き込まれた交通事故である。1933年（昭和8年）、世田谷碑文谷の電車踏切で、寄席掛け持ちのため一行が移動中のタクシーが電車と正面衝突、虎造のマネージャーが即死、運転手の助手も危篤、運転手は2週間の重傷、虎造も瀕死の重傷を負うものの、命は助かった。この事故を新聞各紙が報道する。その後、1938年（昭和13年）後楽園球場で独演会を開くなど、その名調子は虎造節として一世を風靡、また戦前から映画に積極的に出演し、劇中でしばしば浪花節を演じていた（タナ読み、節劇から映画出演に流れた形式）。映画出演に関して吉本興業のマネジメントを受けるだけでなく、浅草花月など当時吉本が東京に持っていた多くの劇場にも出演、半ば吉本の専属状態となっていた。当時の出演映画には、出演者として「廣澤虎造（吉本興業提供）」とクレジットされているものもある（『エノケン・虎造の春風千里』など）。1940年（昭和15年）晩夏、広沢虎造映画出演問題を巡っての、浅草田島町殺傷事件は、浪曲家の伝統生活中の、最も悪質に属する部分のあらわれと見てよい。

### 戦後
戦後にも全盛は続き、浪曲の枠を超えた人気者の虎造は、民放の登場により、ラジオ浪曲ブームのけん引役として、連続読み番組（ラジオ東京の俗称「虎造アワー」）を長年持つことになる。開局翌日1951年12月26日には『次郎長伝』のうち「石松代参」が開始され、戦前のNHKの年数度の放送から、この週1度の連続読み番組で34％、民放で独走トップの高聴取率を獲得する。当時の銭湯では虎造の「〽旅行けば」と節まねをしてうなる声が頻繁に聞かれたというエピソードが、昭和史の一面として残されている。1959年（昭和34年）に脳溢血で倒れ、言語障害を発症。リハビリに取り組むも回復せず、1963年（昭和38年）の引退興行をもって浪曲界から身を引き、翌1964年（昭和39年）死去した。65歳没。墓所は文京区蓮華寺。戒名は「松寿院俉道日信居士」。3代目虎造は弟子の虎之助が1966年（昭和41年）に襲名。虎造の死後、浪曲界には虎造に続く図抜けた大スターが生まれず、以降浪曲界は、現在まで続く長い冬の時代を迎えることになる。だが虎造本人に関しては死後50年経って、『清水次郎長伝』を全く知らなかった世代も巻き込んで、未だに評価されている。妻は相三味線も務めた曲師の美家好。次男の山田二郎は、NHK佐賀放送局、ラジオ東京・TBSの元アナウンサーである。

## 代表的な演題
清水次郎長伝
- 秋葉の火祭り
- 名古屋の御難
- 勝五郎の義心
- お蝶の焼香場
- 次郎長の貫禄
- 久六の悪事
- 次郎長の計略
- 大野の宿場
- 代官斬り
- 石松金比羅代参
- 石松三十石船
- 石松と身受山鎌太郎
- 石松と都鳥三兄弟
- 石松と小松村七五郎
- 閣魔堂の騙し討ち
- お民の度胸
- 石松の最後
- 為五郎の悪事（本座村為五郎）
- 追分三五郎
- 追分宿の仇討ち
- 清水の三下奴（善助の首取り）
- 鬼吉喧嘩状
- 次郎長と玉屋の玉吉
- 血煙荒神山（蛤屋の喧嘩）
- 血煙荒神山（神戸の長吉）
- 吉良の仁吉
- 仁吉男の唄
- 吉良の仁吉（最後の荒神山）
- 最後の荒神山
- 石松若き日
- 七五郎懺悔・追分宿の仇討ち（追分三五郎より）
- 清水港義侠伝
- 明月清水港

国定忠治伝
- 名月赤城山
- 忠治ふたり
- 赤城の血煙
- 火の車お萬
- 山形屋乗り込み
- 唐丸籠破り

祐天吉松

- 両国八景
- 本郷小町
- きらめく白刃
- まわり灯篭
- 人生流転
- 菩提心
- 酔いどれ坊主
- 素飛び駕籠
- 人情花吹雪
- 旗本稲妻組
- 墨田の川風
- 妄執の鬼
- 焦熱地獄
- 渡り鳥二人
- 雪の甲州路
- 決闘富士川べり

夕立勘五郎
寛政力士伝 雷電爲右エ門
寛永三馬術

## 劇場出演
- 1928年9月26日 浪曲大会、天中軒雲月、広沢虎造、明治座(-9.28)[31]。
- 1936.1.27 浪曲大会。広沢虎造、寿々木米若、天中軒雲月。明治座(-1.30)[32]。
- 1937.7.24 浪花節独演会。広沢虎造。日劇。(-7.25)[33]
- 1937.10.26 浪曲大会。東家楽燕、広沢虎造。明治座[34]。
- 1938.3.26 日本浪曲協会設立披露大会、広沢虎造、東家楽燕。明治座、第一劇場(-3.29)[35]。
- 1938.4.26 浪曲3人会。天中軒雲月、広沢虎造、酒井雲、日劇[36]。(-4.29)
- 1938.10.4 愛国浪曲の夕。広沢虎造、浪花亭綾太郎、木村友衛[37]。後楽園スタヂアム[38]。
- 1938.12.1 大劇場で初のフシ劇「石松と次郎長」。広沢虎造、市川猿之助、作: 東宝劇場[国民][39]。
- 1939.6.27 浪曲大会。広沢虎造、木村友衛。東宝劇場(-6.30)[40]。
- 1939.11.1 前進座「追分三五郎」中村翫右衛門、浪曲:広沢虎造。国際劇場[41]。
- 1939.12.16 吉本爆笑実演大会。柳家金語楼、広沢虎造。有楽座(-12.28)[42]。
- 1940.5.26 2代天中軒雲月襲名披露浪曲大会。広沢虎造。東劇、明治座(-5.29)[中外商業][43]。

（*1940.8.16 山口登に対する刃傷沙汰。虎造は直接無関係ながら謝罪広告を新聞に出す。）
- 1941.8.6 「続清水港」金語楼劇団、広沢虎造。有楽座。
- 1941.8.28 天中軒雲月襲名3周年記念浪曲大会。広沢虎造。東宝劇場(-8.30)[45]。
- 1942.1.17 必勝浪曲大会。広沢虎造、玉川勝太郎、天中軒雲月。日劇(-1.30)[46]。
- 1942.5.28 軍用機献納浪曲大会。広沢虎造。東宝劇場(-5.31)、国技館(29、30日)[47]。
- 1942.8.27 浪曲大会。広沢虎造、梅中軒鶯童。有楽座[48]。
- 1942.11.26 広沢虎造独演会「次郎長外伝」東宝劇場(-11.29)[49]
- 1944.1.10 戦地慰問。広沢虎造、寿々木米若ら、羽田から東南アジアへ。春日井梅鶯、梅中軒鶯童は11日出発4.11-12帰国[50]。
- 1945.5.4 東劇再開。清水金一、広沢虎造[毎日][51]。
- 1945.10.26 浪曲大会。広沢虎造、天中軒雲月、玉川勝太郎。東劇(-10.29)[52]。
- 1946.3.31 浪曲大会。広沢虎造、春日井梅鶯。浅草松竹座、東劇(-4.3)[53]。
- 1946.6.1　浪曲大会。春日井梅鶯、東家浦太郎、広沢虎造。浅草松竹座(-6.2)、続いて新宿第一劇場(6.3-6.4)[読売報知][54]。
- 1950.12.27 浪曲大会。春日井梅鶯、広沢虎造。明治座(-12.28)[55]。
- 1952.3.14 長者番付[56]

## 主な出演映画
「日本映画データベース（jmdb.ne.jp)」には広沢虎蔵で表記（検索除けと思われる）

### 戦前
- 「大学の若旦那・日本晴れ」1934年。翌35年正月映画[57][58]◆）
- 浪曲映画「追分三五郎」1935.10.16公開[59][60]。黒川弥太郎、監督:辻吉朗、浪曲口演:広沢虎造、日活太秦[61]◆
- 「忠治とお万」1936.2.28公開[62]。浪曲口演:広沢虎造。日活太秦
- 浪曲映画「男の魂」1938.5.12公開[63]。河津清三郎、山路ふみ子、浪曲師虎造役:広沢虎造、脚本:陶山密、萩原四朗、美術:新藤兼人、監督:曽根千晴。新興キネマ東京[64]
- 浪曲映画「金毘羅代参・森の石松」1938.7.13公開[65][66]新興キネマ京都[67][68]
- 「熱血の道」1939.2.1公開[69]河津清三郎、特別出演:広沢虎造、脚本:陶山密、萩原四朗、美術:新藤兼人、監督:曽根千晴。新興キネマ東京
- 浪曲映画「男一匹」1939.7.13[70]公開[71]。[66]新興キネマ東京
- 浪曲映画「清水港」1939.7.13公開。片岡千恵蔵、沢村国太郎、広沢虎造、構成:萩原四朗、監督:マキノ正博、脚本:小国英雄、日活[66][72]
- 「エノケンの森の石松」1939.8.10公開[73]榎本健一、柳家金語楼、広沢虎造。東宝映画東京。
- 「吉良の仁吉」1939.11.29公開[74]羅門光三郎、特別口演:広沢虎造。新興キネマ京都撮影所
- 「エンタツ、アチャコ、虎造の初笑ひ国定忠治」1939.12.29公開[75]
- 「男は度胸」1940.1.2[76]。監督:曽根千晴。新興キネマ東京。
- 「虎造の荒神山」1940.7.10公開[77]。東宝映画京都
- 浪曲映画「続清水港」1940.7.10公開[78]。片岡千恵蔵、美ち奴、旅の浪花節語り、照明部員・広田の二役:広沢虎造。監督:マキノ雅弘、原作:小国英雄、日活[79][80][81]
- 「闘ふ男」1940.10.23公開[82]広沢虎造。監督:石田民三。東宝
- 「世紀は笑ふ」1941年9月4日公開[83]。杉狂児、広沢虎造、松旭斎天勝、監督:マキノ正博、日活[84]
- 「エノケン・虎造の春風千里」1941.1.4公開[85]。榎本健一、柳家金語楼、広沢虎造、監督:石田民三
- 浪曲映画「男の魂」1941年1月30日公開。河津清三郎、広沢虎造。新興映画[86]
- 「山まつり梵天唄」1942.12.19公開[87]柳家金語楼、広沢虎造。監督:石田民三。東宝製作、白系配給。
- 「浪曲忠臣蔵」1943.12.29公開[88]。月形龍之介、坂東好太郎、広川弥太郎、柳家金語楼、大工留役:広沢虎造。監督:石田民三、東宝[89][90]製作、紅系配給。
- 「ことぶき座」1945.6.28公開[91][92]。高田浩吉、高峰三枝子、広沢虎造、監督:原研吉、原作:野崎正郎、脚本:岩沢庸徳、松竹[93]製作、白系配給。

### 戦後
- 「粋な風来坊」1946.2.28公開[94]。佐野周二、山内明、笠智衆、広沢虎造、杉狂児、川路竜子。製作/監督:マキノ雅弘。松竹京都
- 「野球狂時代」1948.9.6公開[95]。杉狂児、月丘夢路、広沢虎造、花菱アチャコ、森川信。原作:サトウハチロー。監督:斎藤寅次郎。東映/大映
- 「母恋星」1949.6.13公開[96]。三益愛子、喜多川千鶴、夏川大二郎、高田稔、寿々木米若、広沢虎造。監督:安田公義。大映[97]
- 「笑う地球に朝が来る」1950.1.17公開[98]。川田晴久、若杉須美子、暁テル子、広沢虎造、近江俊郎、三遊亭歌笑、脚本:笠原良三。大映東京。
- 「月の出船」1950.2.12公開[99]。田端義夫、広沢虎造、久我美子。大映京都
- 「銭形平次捕物控 恋文道中」1951.12.28公開[100]。長谷川一夫、花菱アチャコ、広沢虎造、原作:野村胡堂。大映京都
- 「呼子星」1952年2月15日公開[101]。三益愛子、伊丹秀子、広沢虎造、寿々木米若、監督:吉村廉、大映[102]
- 「天保水滸伝・利根の火祭」1952.6.26公開[103]。坂東好太郎、広沢虎造、田端義夫、監督:安達伸生、大映[104]
- 「清水港は鬼より怖い」1952.7.9公開[105]大泉滉、沢村国太郎、加東大介、虎さん役:広沢虎造、林田十郎、芦乃家雁玉、桂春団治、永田豊子、美ち奴。宝プロ
- 「天城の決闘」1952.7.23公開[106]。大友伸、広沢虎造。グラフィック映画
- 「歌くらべ荒神山」1952.7.24公開[107]広沢虎造、高田浩吉、田端義夫。監督:斎藤寅次郎。新東宝=新芸プロ
- 「満月三十石船」1952.9.10公開[108]。河津清三郎、森の石松役:広沢虎造。原作:織田作之助。東映京都
- 「虎造の清水次郎長伝」1952.9.25公開[109]。田崎潤、広沢虎造、監督:並木鏡太郎、新東宝[110]。[111]
- 「次郎長三国志 第一部 次郎長売り出す」1952.12.4[112]公開。小堀明男、張子の虎吉役:広沢虎造。監督:マキノ正博。東宝[113]。
- 「次郎長三国志 第二部 次郎長初旅」1953.1.9[114]公開。小堀明男、張子の虎三役:広沢虎造
- 「次郎長三国志 第三部 次郎長と石松」1953.6.3[115]公開。小堀明男、張子の虎三役:広沢虎造
- 「次郎長三国志 第四部 勢揃い清水港」1953.6.23公開[116]小堀明男、張子の虎三役:広沢虎造
- 「夕立勘五郎」1953.9.23公開[117]。小堀明男、花柳小菊、広沢虎造、内海突破、塩沢登代路、遠山幸子、製作:東京映画、配給:東宝
- 「次郎長三国志 第七部 初祝い清水港」1954.1.3[118]。張子の虎三役:広沢虎造★
- 「次郎長三国志 第九部 荒神山」1954.7.14公開[119]。張子の虎三役:広沢虎造★
- 「忠治外伝 火の車お万」1954.11.30公開[120]。月丘千秋、高木二朗、川田晴久、堺駿二、立松晃、広沢虎造。東映東京
- 「七変化狸御殿」1954.12.29公開[121]。美空ひばり、宮城千賀子、近衛十四郎、森の石松役:広沢虎造、大空ヒット、松竹京都
- 「歌まつり満月狸合戦」1955.5.1公開[122][123]。美空ひばり、雪村いづみ、山茶花究、トニー谷、堺駿二、川田晴久、若山富三郎、清水次郎長役: 広沢虎造、ダイナ・ブラザーズ。新東宝
- 「清水の三ン下奴」1955.8.1公開[124]★月形龍之介、広沢虎造、神楽坂はん子、宮城千賀子。原案:山田信一（広沢虎造の本名）脚色:小川三郎、中川明徳、監督:冬島泰三。
- 「花の二十八人衆」1955.8.9公開[125]。勝新太郎、清川虹子、広沢虎造。脚本:賀集院太郎、監督:斎藤寅次郎★
- 「デンスケの宣伝狂」1956.10.17公開[126]。フランキー堺、市村俊幸（原表記は市川）、丹下キヨ子、広沢虎造。日活。
- 「歌う弥次喜多　黄金道中」1957.1.3公開[127]高田浩吉、伴淳三郎、広沢虎造、島倉千代子。イーストマンカラー=松竹京都。
- 「純情部隊」1957.1.15公開[128]。力道山、広沢虎造★
- 「ふり袖捕物帳 ちりめん駕篭」1957.3.20公開[129]。美空ひばり、東千代之介、堺駿二、杉狂児、飴屋の虎造役:広沢虎造。東映京都

★は日本映画データベース（jmdb）欠損分映画3作品＋2本（次郎長三国志7部と9部）。

## ラジオ
- 「虎造十三夜」朝日放送13回 次郎長伝 1959.9.1-1959.11.24 火曜 21:30-22:00[130]

## 関連映画
- 「哀怨峡」1937.06.17公開[131]。監督:溝口健二。新興キネマ東京[132][133]。